# Aukra
Aukra är en tätort i Aukra kommun i Møre og Romsdal fylke i västra Norge. Orten ligger på ön Gossa och utgör kommunens centralort såväl som största tätort.